# Chrysosoma njalense
Chrysosoma njalense är en tvåvingeart som beskrevs av Octave Parent 1934. Chrysosoma njalense ingår i släktet Chrysosoma och familjen styltflugor.
Artens utbredningsområde är Sierra Leone. Inga underarter finns listade i Catalogue of Life.